# Bosutski bećari
Bosutski bećari su hrvatski tamburaški sastav iz Vinkovaca. 

## O sastavu
Osnovao ih je 1981. Ivan Šimić s prijateljima Ivanom Sertićem, Alojzom Kraljem - Žućom i Franjom Božićem.
Početkom Domovinskog rata svi članovi tamburaškog sastava uključili su se u 109. vinkovačku brigadu hrvatske vojske. Kao tamburaški sastav tijekom rata nastupali su na bojišnici, svečanim prisegama postrojbi hrvatske vojske te zajedno s umjetnicima Ivom Gregurevićem i Filipom Šovagovićem, nastupali su na ostalim prigodnim manifestacijama.
2000. godine u sastav na mjesto primaša dolazi Dalibor Trabak-Trale koji nakon odlaska Ivana Šimića u mirovinu preuzima ulogu voditelja sastava. 2006. godine u sastav dolazi Darko Jukić na basprimu. 2007. izdaju prvi studijski album "Pjesma je lijek". Godine 2008. godine na mjesto glavnog vokala uz Dragutina Zeljkovića-Caneta dolazi Ivan Šebalj. S dvije pjesme s albuma pobjeđuju na festivalu Šokačke pjesme u Županji. 2011. izdaju album "Sad kada došla si" čiji je autor Marko Zeljković-Zelja. 2014. izdaju treći album Budi tu. 2017. godine u sastav dolaze mladi i profesionalni akademski glazbenici: Marko Funarić-glavni vokal, prof. Sandro Funarić, Dean Mur i Franjo Šokić koji aktivno djeluju sa starim članovima: Daliborom Trabakom, Darkom Jukićem i Viktorom Šepecom.

## Članovi
- Dalibor Trabak - Trale prim
- Darko Jukić 2. basprim
- Ante Jakšić bas, bas gitara
- Marko Funarić glavni vokal i 1. basprim
- Sandro Funarić klavijature, harmonika, čelo
- Franjo Šokić bubnjevi
- Dean Mur gitara

### Bivši članovi
- Ivan Šebalj 1. basprim,  vokal
- Marin Bando klavijature, harmonika, keytar, basprim
- Tomislav Pavić kontra - gitara
- Ivan Cikač - Cilex bubanj
- Franjo Božić harmonika
- Alojz Kralj - Žućo kontra - gitara
- Mirko Karaica 2. basprim
- Željko Piperković - Pipet vokal
- Ivan Sertić bas
- Željko Raguž prvo harmonika pa 1.basprim
- Zlatko Perišić - Pera prvo kontra - gitara pa 3. basprim
- Ivan Šimić prvo 1. basprim pa 2. basprim
- Dragutin Zeljković - Cane kontra - gitara, vokal
- Ivica Ivanković - Pele bas

## Diskografija

### Studijski albumi
- Pjesma je lijek (2007., Multi Music Media)
- Sad kad došla si (2011., Croatia Records)
- Budi tu (2014., Croatia Records)

### Kompilacije
- Brodfest 2005 - Narodni hit
- Festival Šokačke Pisme 2006
- Festival Šokačke Pisme 2007
- Najljepše ljubavne pjesme - Valentinovo (2014)

## Vanjske poveznice
- Službena stranica sastava